# Kanał Dunaj–Morze Czarne
Kanał Dunaj–Morze Czarne (rum. Canal Dunărea–Marea Neagră) – kanał żeglugowy o długości 64,2 km na terytorium Rumunii, łączący Dunaj w okolicy miasta Cernavodă z Morzem Czarnym w okolicach Konstancy. Wybudowany z wykorzystaniem pracy przymusowej więźniów reżimu komunistycznego. Udostępniony w latach 1984–1987.

## Opis
Kanał łączy Dunaj, w okolicy miasta Cernavodă, z portem Agigea nad Morzem Czarnym w okolicach Konstancy. W 1987 roku wybudowano odnogę północną kanału, która biegnie od głównego koryta kanału w okolicy miasta Poarta Albă do portu Năvodari nad Morzem Czarnym. Ma długość 64,2 km. Celem budowy było skrócenie długości drogi wodnej z Dunaju do Morza Czarnego i ominięcie trudnej pod względem nawigacyjnym delty Dunaju. Wybudowanie kanału skróciło tę drogę o prawie 400 km.
Kanał ma szerokość 90 m na dnie i 120 (140) m na powierzchni, głębokość gwarantowana to 7 m. Odnoga północna przy długości 31,2 km ma szerokość 70 m na dnie i 90 (110) m na powierzchni, a głębokość 5,5 m. Promień zakrętów nie jest mniejszy niż 3 km na odnodze głównej i 1,2 km na odnodze północnej. Prześwit pod mostami jest nie mniejszy niż 17 m, zaś pod liniami energetycznymi nie mniejszy niż 29 m. Nad brzegami kanału znajdują się śródlądowe porty w Medgidii i Murfatlarze. Na kanale znajdują się cztery śluzy: w Cernejvodzie, Agigei, Ovidiu i Midii.
Kanał przewidziany jest do prowadzenia zespołów barek z pchaczem. Zespół może liczyć do 6 barek o nośności do 3000 ton (całkowita długość zespołu 296 metrów, szerokość do 23 metrów). Kanał dostępny jest też dla statków o nośności do 5000 ton (nie przekraczających długością 138 m, szerokością 16,8 i zanurzeniu nie większym niż 5,5 m). Umożliwia transport w obydwu kierunkach. Ułatwia połączenie żeglugowe z portami Europy Zachodniej i centralnej oraz systemem kanałów Wołga-Don.

## Historia i budowa

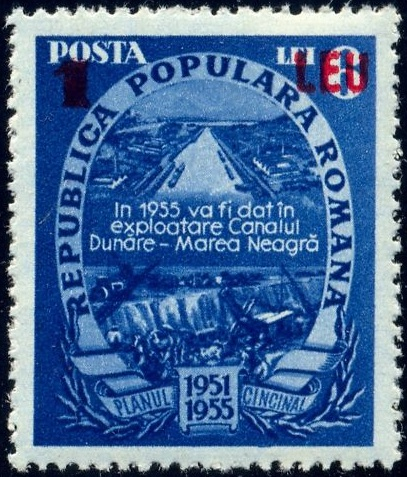
Rumuński znaczek pocztowy z 1951 roku, przedstawiający budowę Kanału Dunaj-Morze Czarne

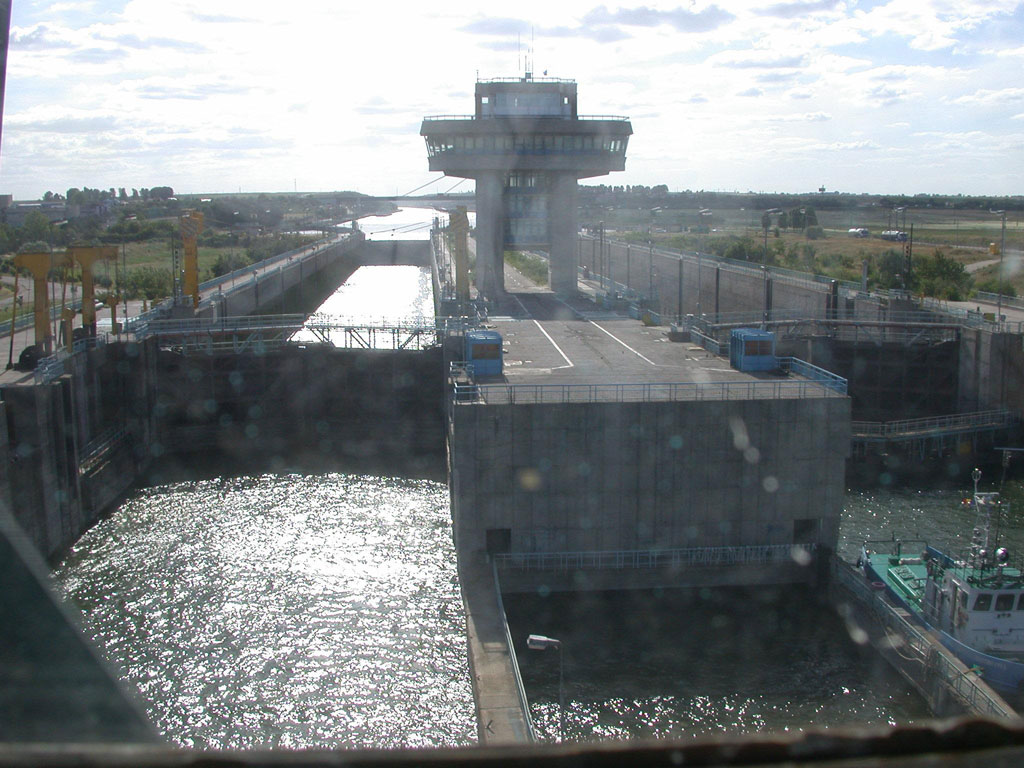
Śluza na Kanale Dunaj-Morze Czarne

Pomysł budowy kanału sięga XIX wieku. Dodatkowo – jak pokazały wydarzenia z 28 września 1940 r. (wkrótce po zajęciu Besarabii oddziały sowieckie zajęły wówczas kolejne sporne, w ich ocenie, tereny i zabroniły Rumunom nawigacji w tym rejonie, a w kolejnych miesiącach opanowały jeszcze kilka wysp w rejonie Delty Dunaju) – Związek Radziecki miał ambicje kontrolowania ujścia Dunaju.
Decyzję o budowie kanału podjęło 25 maja 1949 roku Biuro Polityczne Rumuńskiej Partii Komunistycznej. Jego przywódcy utrzymywali, że do wybudowania kanału zainspirował ich Stalin oraz radzieckie doświadczenia w wykorzystaniu pracy przymusowej więźniów w robotach publicznych (w tym także przy budowie kanałów). W 1950 roku przyjęto ustawę o pracy przymusowej, która to praca miała stanowić element „reedukacji wrogich elementów”. Obozy pracy przymusowej powstawały w rejonach, w których wytyczono trasę kanału już w 1949 roku. Do 1953 roku liczba więźniów zaangażowanych jednocześnie w pracach przy budowie kanału sięgnęła 60 tys. (40 tys.) osób. Podstawowym narzędziem ich pracy były oskardy i łopaty. Szacuje się, że w sumie w tych pracach uczestniczyło około miliona rumuńskich więźniów, i że w konsekwencji ciężkich warunków pracy przy budowie kanału, chorób i głodowych racji pokarmowych ok. 200 tys. osób zmarło. Dlatego też projekt ten nazywano „kanałem śmierci” (Canalul Morții) oraz „cmentarzem rumuńskiej burżuazji”.
W 1953 roku prace wstrzymano w związku z trudną sytuacją gospodarczą w kraju i podjęto je dopiero w 1973 roku na mocy decyzji Nicolae Ceaușescu. Prace nad główną odnogą ukończono w maju 1984 roku, zaś nad odnogą północną – w październiku 1987 roku. Przy budowie kanału zostało przemieszczone 381 mln m³ ziemi, więcej niż przy budowie Kanału Sueskiego o 25 mln m³, a o 140 mln m³ więcej niż Kanału Panamskiego, 5 mln m³ betonu zużyto do budowy śluz i umocnienia brzegów kanału. Szacuje się, że koszt budowy kanału wyniósł około 2 mld dolarów, który miał się zwrócić w ciągu 50 lat. Jednak roczny dochód generowany przez kanał w roku 2005 wyniósł nieco ponad 3 mln euro, co oznacza, że kanał nie będzie rentowny przez co najmniej 500 lat.